# تنوب دوغلاس
تنوب دوغلاس (باللاتينية: Pseudotsuga) ومعناه شبيه الأتسوغا. هو جنس من الأشجار دائمة الخضرة من الفصيلة الصنوبرية. وهناك بعض الأسماء الأخرى الشائعة والتي تشمل شجر تنوب الدوغلاس ، صنوبر الأوريغيون ، وصنوبر كولومبيا البريطانية.
وكان عدد أنواع هذه الشجرة محل جدل طويل، ولكن يوجد نوعان منها في شمال أمريكا ومن اثنان إلى أربعة أنواع في شرق آسيا معترف بها بشكل عام. وكان علماء النبات في القرن التاسع عشر يواجهون مشاكل في تصنيف شجرة تنوب دوغلاس، بسبب تشابه أنواعها مع صنوبريات أخرى كانت متعارف عليها بشكل أفضل في تلك الفترة الزمنية، وقد تم تصنيفها في بعض الأحيان ضمن الصنوبر ، التنوب ، الشوح و الأتسوغة وحتى السيكويا.
وبسبب الأقماع التي تميزها، تم وضع شجرة تنوب دوغلاس ضمن جنس جديد تم اطلاق تسمية بسيودوتسوغا والتي تعني شبيه الأتسوغة من قبل عالم النباتات الفرنسي كاريير عام 1867. وقد تم وضع وصلة في أسماء أجناسها لتشير أنها شبه الأتسوغة (Pseudo-tsuga).

## الاسم
جاء اسم دوغلاسش التنوب تكريمًا لديفيد دوغلاس (David Douglas)، عالم النبات الاسكتلندي (Scottish) أول من قام بزراعة بي منزيسي (P. menziesii) في قصر سكون (Scone Palace) عام 1827. وقد عرف عن دوغلاس أنه قام بإدخال العديد من صنوبريات أمريكا الشمالية الأصلية إلى أوروبا. الوصلة (hyphen) الموجودة بالاسم تشير إلى أن أشجار دوغلاس التنوب هي أشجار تنوب (firs) غير حقيقة، وأنه ليس من أعضاء أجناس شجر التنوب الشوحي (Abies). معظم القواميس لاتعرف هذا الاختلاف، وتشمل قواميس ميريام ويبستر وقاموس الكلية العالمية ويبستر.

## الوصف
تتراوح أحجام اشجار تنوب دوغلاس من الحجم المتوسط إلى شجر كبير دائم الخضرة، يتراوح طولها بين 20–120 متر، (ومع ذلك فإن شجر تنوب دوغلاس الساحلي هو وحده الذي يصل إلى هذا الارتفاع). الأوراق مسطحة وملساء وخطية وطولها حوالي 2–4 سنتيمتر وتشبه بشكل عام أوراق التنوب، تقع بشكل منفرد عنه في شكل عناقيد؛ وهي تطوق الفروع بشكل كامل، والذي يمكن أن تكون ذات فائدة في معرفة الأنواع. تحمل الإناث ثمارًا بشكل مخروطي متدلية باتجاه الاسفل بجداول ثابتة (على عكس التنوب الحقيقي)، وتختلف عن شبيهاتها بوجود ثلاثيات طويلة (موجهه بشكل ثلاثي) براكت تظهر بشكل بارز فوق كل جدول (تشبه النصف الخلفي للفأر برجلين وذيل).

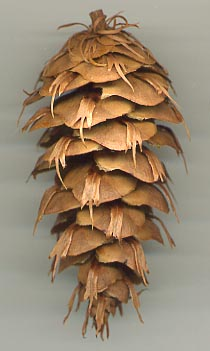
مخروط شجر تنوب دوغلاس (Coast Douglas-fir) من شجرة جمعها

وقد سجل شجر تنوب دوغلاس الساحلي ارتفاعاً وصل إلى 120 متراً. وكان هذا الارتفاع التقديري لأطول شجرة تم توثيقها في منطقة مينيرال قرب واشنطن، وقد تم قياسها عام 1924 بواسطة الدكتور ريتشارد إي ماك أردل، (Dr. Richard E. McArdle) الرئيس السابق لدوائر غابات الولايات المتحدة. الحجم الذي كانت عليه الشجرة 515 متر مكعب. أطول كائن حي هو تنوب البروميت (دورنر) في المقاطعة الساحلية بأوريغون، 99.4 متر. فقط (Sequoia sempervirens) الخشب الأحمر الساحلي وصل ارتفاعاً أعلى وفق المعرفة الحالية للأشجار الحية.
وفي كوينالت، واشنطون، توجد مجموعة من أكبر أشجار تنوب دوغلاس في منطقة واحدة. وتحتضن غابات كوينالت المطيرة أكبر عشر أشجار تنوب دوغلاس.
اعتبارًا من 2009 تم تصنيف أكبر أشجار تنوب دوغلاس المعروفة في العالم، حسب الحجم:
1. الشجرة اليونانية الحمراء (Red Creek Tree) في جنوب غرب كولومبيا البريطانية)، بحجم (349 م3)
2. تنوب الكويتز (Queets Fir) وتقعدفي وادي نهر كويتز- الحديقة الوطنية الأولمبية)، بحجم (332 م3)
3. تيكيباوا (Tichipawa) (في غابة بحيرة كويلانت المطيرة-الحديقة الوطنية الأولمبية) , بحجم (308 م3)
4. ريكس (Rex) (في غابة بحيرة كويلانت المطيرة-الحديقة الوطنية الأولمبية بحجم (290 م3)
5. أو آي جيد (Ol' Jed) (حديقة جاديديه سميث ولاية ريد وودز) بحجم ( 284 م3)

## الأنواع والأصناف

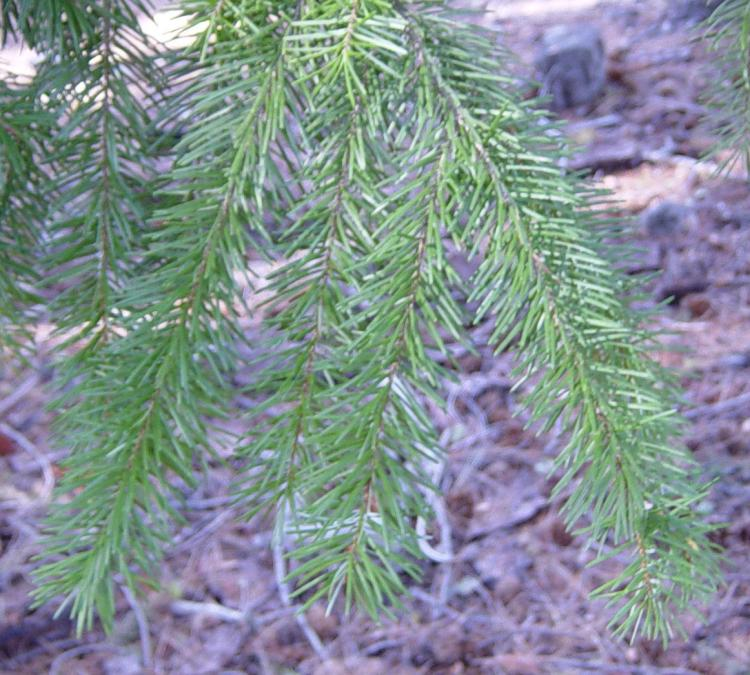
فرع شجر دوغلاس التنوب الساحلي

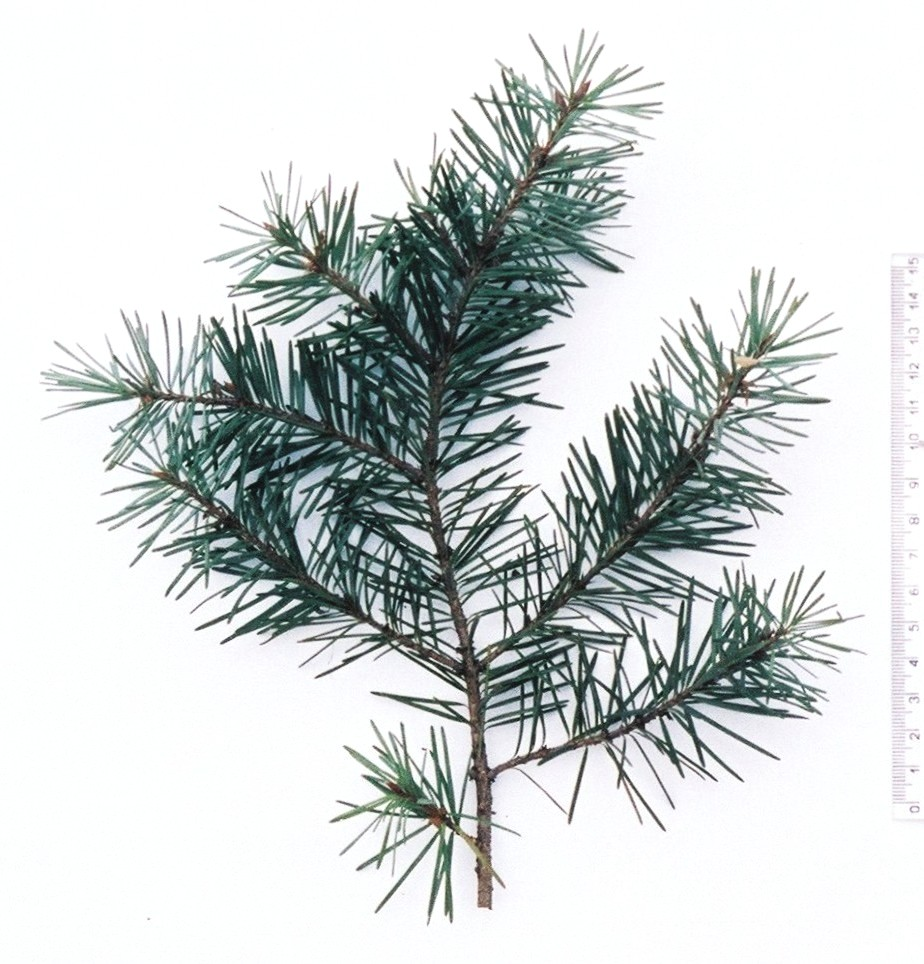
أغصان دوغلاس التنوب بجبال روكي

وإلى الآن أفضل الأنواع المعروفة من الأنواع المنتشرة والوفيرة على نطاق واسع بأمريكا الشمالية من أنواع بسيودوتسوغا مينزيسي (Pseudotsuga menziesii)، وهي أنواع معقدة من حيث التصنيف ومقسمة إلى اثنين من الأصناف (يتم النظر إليها من قبل علماء النبات على أنها أنواع أو سلالات مختلفة): كشجر دوغلاس التنوب الساحلي أو "دوغلاس التنوب الأخضر"، في ساحل المحيط الهادي؛ وشجر دوغلاس التنوب بجبال روكي أو "دوغلاس التنوب الداخلي"، في الغرب الداخلي من القارة. ووفق بعض علماء النبات، تمتد أشجار دوغلاس التنوب بجبال روكي جنوبًا إلى المكسيك لتشمل شعوب دوغلاس التنوب المكسيكي (Mexican Douglas-fir)، بينما اقترح أخرون العديد من الأنواع المنفصلة بالمكسيك وأصناف عديدة بالولايات المتحدة. وتشير الأدلة المرفولوجية والجينية أن شجر دوغلاس التنوب المكسيكي يجب اعتباره كصنف مختلف ضمن أشجار بي مينزيسي (P. menziesii).
جميع الأنواع الأخرى هي مجموعة محددة ومعرفة بقدر صغير خارج بيئتها الأصلية، حيث غالبًا ما تكون نادرة ومتناثرة في غابات مختلطة، ولها حالة الحساسية الغير محببة (conservation status). ولم يتم التوافق على تصنيف شجر دوغلاس التنوب الأسيوي، ولكن أحدث المعالجات التصنيفية تقبل أربع أنواع: ثلاث أنواع صينية ونوع واحد ياباني. وتعتبر الأنواع الصينية الثلاثة أصنافًا إلى حد ما لأشجار بي سينينسيس (P. sinensis) أو تقسيمها إلى أنواع وأصناف إضافيه. وفي التناول الحالي، تنقسم الأنواع الصينية بي. سينينسيس (P. sinensis) إلى نوعين إضافيين : فار. سينينسيس (var. sinensis) وفار. ويلسونيانا (var. wilsoniana).

### أمريكا الشمالية
- شجربسيودوتسوغا مكروكاربا (Pseudotsuga macrocarpa) (فازي (Vasey)) ماير (Mayr)؛ دوغلاس التنوب المخروطي الكبير
- شجربسيودوتسوغا مينزيسي (Pseudotsuga menziesii) (مارب (مارب)) فرانكو (Franco)
  - بسيودوتسوغا مينزيسي فار. غلاوكا (Pseudotsuga menziesii) (بيزن.) فرانكو (Ludwig Beissner Beissn)، دوغلاس التنوب بجبال روكي
  - بسيودوتسوغا مينزيسي (Pseudotsuga menziesii) فار. مينزيسي؛ دوغلاس التنوب الساحلي
  - بسيودوتسوغا لينديانا (Pseudotsuga lindleyana)(روزل) (Élie-Abel Carrière) كارير؛ دوغلاس التنوب المكسيكي

### آسيا
- بسيودوتسوغا بريفيفوليا (Pseudotsuga brevifolia)دبليو سي تشينغ وإل كيه فو (W.C.Cheng & L.K.Fu)؛ دوغلاس التنوب قصير الأوراق
- بسيودوتسوغا فوريستي (Pseudotsuga forrestii) كريب؛ دوغلاس التنوب اليونناني
- بسيودوتسوغا جابونيكا (Pseudotsuga japonica) (شيراس.) بيزن. ؛ دوغلاس التنوب الياباني
- بسيودوتسوغا سيننسيس (Pseudotsuga sinensis) دود؛ دوغلاس التنوب الصيني
  - بسيودوتسوغا سينينسيس (Pseudotsuga sinensis) فار. سينينسيس (var. sinensis)
  - بسيودوتسوغا سيننسيس (Pseudotsuga sinensis) فار. ويلسونيانا ( var.wilsoniana) ؛ دوغلاس التنوب التايواني

### تم وضعها سابقًا هنا
- كيتيليريا ديفيديانا (Keteleeria davidiana) (برتراند) بيزن ((Bertrand) Beissn) (كتصنيف بي ديفديانا (P. davidiana) برتراند)[23]

## الاستخدامات

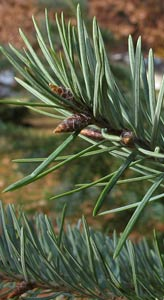
براعم دوغلاس التنوب الساحلي

تستخدم أخشاب شجر دوغلاس التنوب ( الأوريغيوني) في التطبيقات الإنشائية التي تتطلب أحمالًا مرتفعة. ويتم استخدامها بشكل واسع في الصناعات العمرانية. وتتضمن الأمثلة الأخرى استخدامها في بناء الطائرات المصنعة في البيوت، مثل طائرات RJ.03 IBIS. حيث تم وفي كثير من الأحيان تصميم تلك الطائرات باستخدام أشجار سيتكا الراتينجية (Sitka spruce)، التي أصبحت من الصعب الاعتماد عليها وفق درجات جودة الطيران.
كما يُستخدم الصنوبر الأوريغيوني الدوغلاس في بناء القوارب عندما تكون متوفرة على هيئة أحجام طويلة وخالية من العقد (knot)- وبمقاسات مختلفة. وتأتي معظم الأخشاب الآن من مزارع الخشب في شمال أمريكا والتي استطاعت إنتاج أسرع الأخشاب نموًا وبأقل عدد من العقد الخشبية. وبشكل عام تكون هذه الأخشاب أخف في وزنها ولكن أضعف في تحملها. وكان شجر الصنوبر الأوريغيوني يُستخدم بشكل تقليدي في بناء الصاري بفضل قدرة تلك الأشجار على مقاومة الأحمال بدون إحداث تشققات. وكان هذا وفق استخدام أخشاب الغابات المحلية الأكبر عمرًا وبها عدد كبير من حلقات النمو لكل بوصة. وهذا النوع من الخشب نادرًا ما يتوفر منه أشجار جديدة ولكن يمكن أن يكون من التجار الذين يتاجرون في تدوير الأخشاب أشجار الصنوبر الأوريغيوني أثقل بكثير من شجر سيتكا الراتينجية (Sitka spruce)، والتي تساوي في وزنها وزن السيدار الأحمر الغربي (Western red cedar)، ولكن بخصائص انحناء أفضل بكثير من السيدار. ويميل خشب الصنوبر الأريغوني المستعمل في العوارض إلى الانقسام عندما يجف، مثل السنديان، ولكن هذا لا يقلل من قوته.
شجر دوغلاس التنوب من أكثر الأشجار مبيعًا على أنها شجرة عيد الميلاد (Christmas tree) بالولايات المتحدة، حيث تباع جنبًا إلى جنب مع أشجار تنوب مثل تنوب نوبل (Noble Fir) والتنوب الكبير (Grand Fir). عادةً ما يتم قطع أشجار دوغلاس التنوب لأعياد الميلاد بشكل مخروطي متكامل بدلا من تركها لتنمو بشكل طبيعي مثل أشجار تنوب نوبل والتنوب الكبير.

## الآفات والأمراض
يُستخدم دوغلاس التنوب كنباتات للطعام من قبل يرقات (larva) بعض أنواع حرشفيات الأجنحة (Lepidoptera)، والتي تشمل العثة الخريفية (Autumnal Moth)، المحدود الأبيض (Bordered White)، الإنجيرالد (The Engrailed)، جميلة الصنوبر (Pine Beauty) وعثة اللفت (Turnip Moth). كما تم رصد جليشيدس تشيوندس أبيلا وتشيوندس بيركويليلا وفراشة التوتكس سديا إلوتانتا بالتحديد على شجر بي مينزيسي.

## الثقافة
تشرح الأسطورة الموجودة بولاية كاليفورنيا الأمريكيين الأصليين أن كل شجرة براكت تنتهي بثلاثة أعضاء تمثل الذيل ورجلي فأر صغيرتين تختفيان داخل جداول قمع الشجرة أثناء حرائق الغابات، والثلاثة كانت في غاية الكرم في كونها ملازها الآمن الذي يتحملها.
شجر دوغلاس التنوب من نوع بسيودوتسوغا مينزيسي (Pseudotsuga menziesii)، هي أشجار ولاية أوريغون.
في السلسلة التليفزيونية الأمريكية توين بيكس، الشخصية الأساسية وهي العميل الخاص ديل كوبر الذي يُظهر انبهارًا بأشجار التنوب لدى وصوله إلى المدينة التي تحمل لقبها.
وتظهر صورة شجرة التنوب في وسط علم حركة الاستقلال الكاسكادية.